# Sâmburești, Olt
Sâmburești este satul de reședință al comunei cu același nume din județul Olt, Muntenia, România.